# Sulzbach (Rhin-Lahn)
Pour les articles homonymes, voir Sulzbach.
Sulzbach est une municipalité du Verbandsgemeinde Nassau, dans l'arrondissement de Rhin-Lahn, en Rhénanie-Palatinat, dans l'ouest de l'Allemagne.